# L’Orient (Le Chenit)
L’Orient − miejscowość w gminie (commune) Le Chenit w zachodniej Szwajcarii, w kantonie Vaud, w okręgu (district) Jura-Nord vaudois.  

## Demografia
W L’Orient mieszka 686 osób. 